# Anime News Network
Pour les articles homonymes, voir ANN.
Anime News Network, abrégé en ANN, est un site web d'actualité sur l'industrie de l'anime, du manga, des jeux vidéo, de la musique populaire japonaise et d'autres cultures connexes au Japon, en Amérique du Nord, en Australasie et en Asie du Sud-Est. En outre, il présente parfois des événements similaires à travers le monde. Le site propose également des critiques, des forums, et une encyclopédie participative de type wiki contenant un large nombre de mangas et d'anime avec des informations à propos du personnel japonais et anglais, des chansons thèmes, des résumés d'intrigue et des notes des utilisateurs. En outre, il présente parfois des événements similaires à travers le monde.
Fondé en juillet 1998 par Justin Sevakis, le site web prétend être la principale source de nouvelles et d'informations en anglais sur les anime et les mangas sur Internet.
En décembre 2014, le site reprend les publications d'Anime Manga Presse via sa filiale AM Media Network.
Une version française est actuellement[Quand ?] en phase de test, présentant pour le moment des traductions d'articles anglais et publie également des articles issus du site d'AnimeLand.

## Historique
Anime News Network est fondé en juillet 1998 par Justin Sevakis au Canada. En mai 2000, le rédacteur en chef actuel, Christopher Macdonald rejoint l'équipe éditoriale, remplaçant l'ancien rédacteur en chef Isaac Alexander. En juillet 2002, Anime News Network lance son encyclopédie, une base de données collaborative de titres d'anime et manga qui inclut aussi des informations sur le staff, le casting et les entreprises impliquées dans la production ou la distribution de ces titres. En janvier 2007, ANN lance une version pour son public australien. Le 4 juillet 2008, ANN lance sa plateforme de vidéo à la demande.
En automne 2004, l'équipe éditoriale d'ANN devient très impliquée dans le magazine Protoculture Addicts (en), le magazine fut publié sous le contrôle éditorial d'ANN en janvier 2005. Le 7 septembre 2004, le bulletin d'information en ligne de Sci Fi Channel Sci Fi Weekly a nommé ANN le site de la semaine.
Dans la nuit du 7 au 8 août 2017, Anime News Network a subi un hack très important, mettant hors service le domaine d'origine (www.animenewsnetwork.com) et le domaine de messagerie du personnel, les obligeant à utiliser un domaine temporaire.
Le 1er novembre 2022, Anime News Network annonce son rachat par le groupe Kadokawa Corporation. Le groupe déclare que ce rattachement lui permettra de travailler sur des projets laissés de côté jusqu'alors.

## Fonctionnement
Les histoires d'Anime News Network liées aux anime et aux mangas sont recherchées par le personnel d'ANN. Les autres contributeurs, selon le jugement du personnel, peuvent également contribuer aux articles de presse.
Le site entretient une liste des titres d'anime et de manga, ainsi que des personnes et des entreprises impliquées dans la production de ces titres, qu'il qualifie d'« encyclopédie ». Le site tient plusieurs rubriques régulières, tel qu'une rubrique de questions-réponses appelée « Hey Answerman » (litt. « Hé M. Réponse »), un éditorial de critique intitulé « Shelf Life » (litt. « Durée de conservation »), une rubrique s'intéressant à une ancienne production et oublié appelée « Buried Treasure » (litt. « Trésor enfoui ») et écrite par Sevakis, aujourd'hui délaissée, ou bien une liste des différences revendiquées entre les versions éditées et originales de la série d'anime intitulée « The Edit List » (litt. « La Liste de modification ») qui est également délaissée. Les membres du personnel d'ANN publiaient également leurs propres blogs hébergés sur le site.
ANN héberge également des forums, et comprend des fils de discussion pour accompagner chaque nouvelle comme sujets de discussion. Anime News Network tient un canal IRC sur le réseau WorldIRC, #animenewsnetwork.